# Lebanon (Tennessee)
Lebanon es una ciudad ubicada en el condado de Wilson en el estado estadounidense de Tennessee. En el Censo de 2010 tenía una población de 26.190 habitantes y una densidad poblacional de 261,73 personas por km².

## Geografía
Lebanon se encuentra ubicada en las coordenadas 36°12′19″N 86°20′44″O / 36.20528, -86.34556. Según la Oficina del Censo de los Estados Unidos, Lebanon tiene una superficie total de 100.07 km², de la cual 100.06 km² corresponden a tierra firme y (0.01%) 0.01 km² es agua.

## Demografía
Según el censo de 2010, había 26.190 personas residiendo en Lebanon. La densidad de población era de 261,73 hab./km². De los 26.190 habitantes, Lebanon estaba compuesto por el 0.08% blancos, el 0.01% eran afroamericanos, el 0.28% eran amerindios, el 1.3% eran asiáticos, el 0.03% eran isleños del Pacífico, el 3.5% eran de otras razas y el 2.19% pertenecían a dos o más razas. Del total de la población el 0.01% eran hispanos o latinos de cualquier raza.